# Выборы главы Екатеринбурга (1999)
Выборы Главы Екатеринбурга состоялись 19 декабря 1999 года.

## Предшествующие события
25 августа 1999 года на очередном заседании Екатеринбургской городской думы II-го созыва, депутаты устанавливают его дату проведения на 19 декабря 1999.

## Итоги
| Итоги выборов Главы Екатеринбурга     |         |       |
| Кандидат                              | Голосов | %     |
| Чернецкий Аркадий Михайлович          | ???     | 55,94 |
| Спектор Семён Исаакович               | ???     | 11,74 |
| Брусницын Юрий Александрович          | ???     | 9,04  |
| Ковпак, Игорь Иванович                | ???     | 8,64  |
| Шеремет Иннокентий Викторович         | ???     | 3,45  |
| Фамиев, Нафик Ахнафович               | ???     | 1,16  |
| Бузлуков Леонид Александрович         | ???     | ???   |
| Выборнов Андрей Николаевич            | ???     | ???   |
| Голованов Дмитрий Сергеевич           | ???     | ???   |
| Голубых Владимир Валентинович         | ???     | ???   |
| Дмитриев Владимир Анатольевич         | ???     | ???   |
| Сивков Александр Евгеньевич           | ???     | ???   |
| Против всех                           | ???     | ???   |
| Действительных голосов                | ???     | ???   |
| Недействительных голосов              | ???     | ???   |
|                                       |         |       |
| Всего                                 | ???     | 100   |
| Зарегистрированных избирателей / Явка | ???     | ???   |